# 도은선생집
도은선생집(陶隱先生集)은 여말(麗末) 삼은(三隱)의 한 사람인 도은(陶隱) 이숭인(李崇仁)의 시문집이다. 2006년 4월 28일 대한민국의 보물 제1465호로 지정되었다.

## 개요
『도은선생집』은 여말(麗末) 삼은(三隱)의 한 사람인 도은(陶隱) 이숭인(李崇仁)의 시문집으로 태종의 명에 의해 변계량(卞季良)이 편집하고 권근(權近)이 서문을 지어 시집(詩集) 3권, 문집(文集) 2권으로 간행한 것이다.
이 책은 조선초기 목판본으로 계선(界線)이 없고 본문의 첩차(疊字)의 경우에는 중복표시를 하고 한자(漢字)를 쓰지 않는 등의 고려 기풍이 남아 있다. 이 책과 동일한 판본이 희귀하며, 조선조 왕명에 따라 간행된 첫 번째 문집이란 점에서 조선시대 문집간행의 흐름을 연구하는데 중요한 자료가 된다.

## 같이 보기
- 이숭인

## 참고 자료
- 도은선생집 - 국가유산청 국가유산포털